# Acadêmicos do Jaraguá
O GRCSES Acadêmicos do Jaraguá foi uma escola de samba da cidade de São Paulo.
A partir de 2013, a Imperatriz da Sul ocupou sua vaga no carnaval.

## Carnavais
| Ano  | Colocação | Grupo   | Enredo | Carnavalesco       | Ref   |
| ---- | --------- | ------- | --- | ------------------ | ----- |
| 2008 | 4° Lugar  | 3-UESP  | Ajeum - O alimento sagrado que une os homens aos Deuses Compositores:Fabiano da Garoa, Claudete de Carvalho e Wágner do Cavaco              | Renato Guilanstinn | [ 3 ] |
| 2009 | 10º Lugar | 2- UESP | Na Dualidade e Adversidade em Toda Nossa Vida se Fazem Presente                                                                             |                    | [ 4 ] |
| 2010 | 12° Lugar | 3- UESP | Monteiro Lobato, de Fato um Homem Muito Além de Seu Tempo                                                                                   |                    | [ 5 ] |
| 2011 | 5º Lugar  | 4-UESP  | Conto e Encanto com minha história, Cajamar... Cidade de lutas e conquistas. A Greve Guerra Compositores:Toninho Penteado e Marcelo Veronez | Lynno Brandão      | [ 6 ] |
| 2012 | 4º Lugar  | 4-UESP  | Brincar, viver, sonhar... Crescer para que? A aventura de ser criança                                                                       | Lynno Brandão      | [ 1 ] |